# 阿尔卑斯谷 (月球)

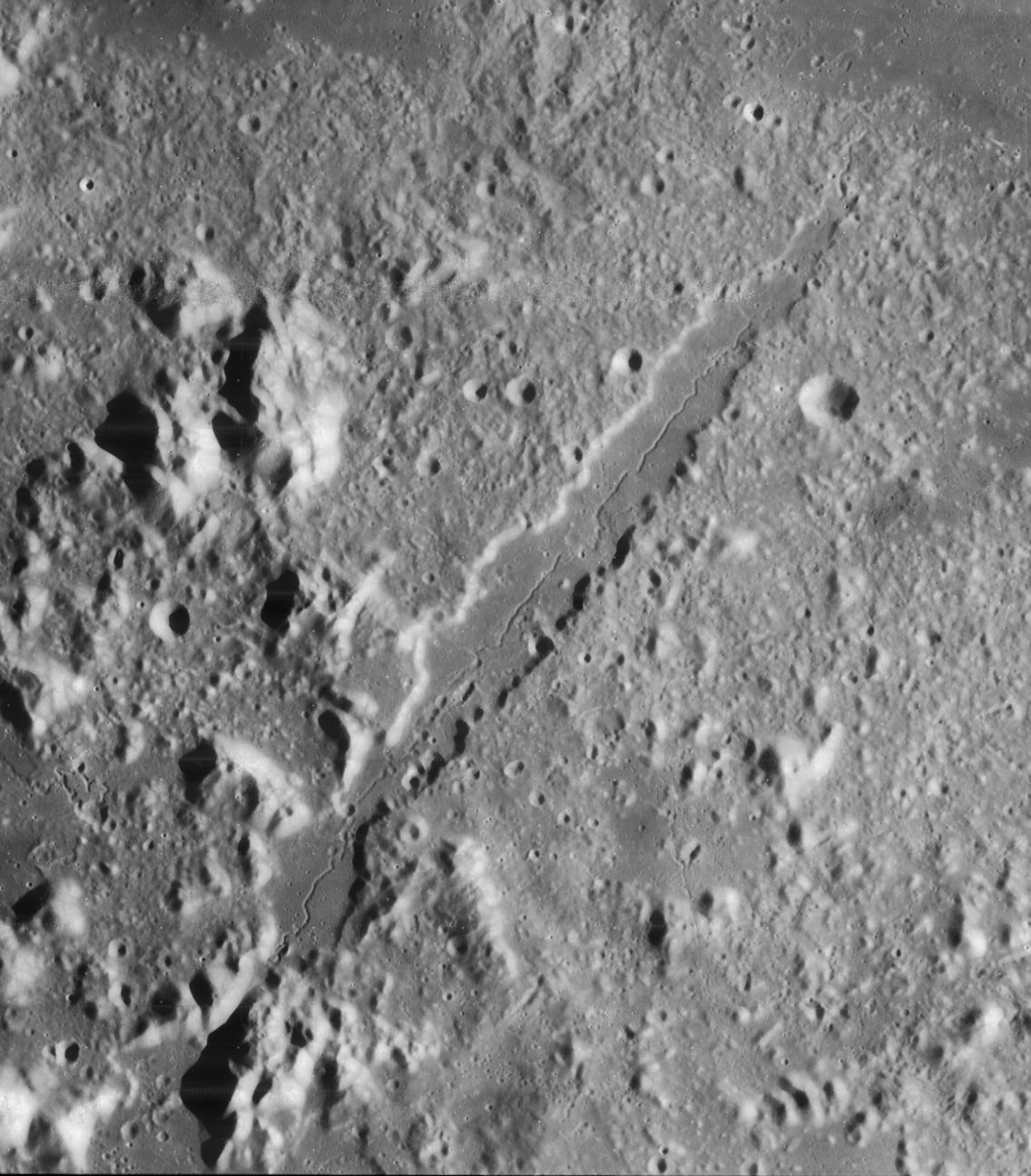
月球軌道器4號的阿爾卑斯谷影像。

阿爾卑斯月谷（義大利語：Alpine Valley）是月球上將阿爾卑斯山脈一分為二的山谷地形。它從雨海盆地绵延166公里，以東北偏东的走向抵達冷海的邊緣。月谷兩端狹窄，中間最寬處約10公里。该地區的月面座標48°30′N 3°12′E / 48.5°N 3.2°E。
该月谷底部平坦，表面被纖細的熔岩流一分為二，该裂縫像是月溪，對地球的望遠鏡觀測者是極具挑戰性的目標。月谷兩側從周圍塊狀、不規則的高原地區底部隆起。山谷南側表面比北側平直，只有略微的曲折和參差。山谷位于西南偏西穿過山脈末端的邊緣，更為崎嶇与狹窄。该月谷最有可能是被來自雨海和冷海的岩漿填塞的地塹。
阿尔卑斯谷是"弗朗西斯科·比安基尼"（Francesco Bianchin）在1727年發現的。